# Franciscus-Joannes Bouwens
Franciscus-Joannes Bouwens (Frans: François Jean Bouwens; Sas van Gent, 4 november 1800 – Mechelen, 3 juli 1865) was een Belgisch architect en stadsbouwmeester, vooral actief in Mechelen. Hij verwierf faam door zijn bijdragen aan het stedelijk landschap en de infrastructuur van Mechelen in de 19e eeuw, waarbij hij zich onderscheidde als ontwerper van zowel utilitaire als monumentale bouwwerken. Hij is de vader van architecten Edouard en Franz Bouwens.

## Opleiding
Franciscus-Joannes Bouwens werd geboren in Sas van Gent als zoon van meester-timmerman Jan Bouwens en Maria Van Goethem. Op vijftienjarige leeftijd verloor hij beide ouders en kwam hij onder voogdij van zijn oom meester Van Hove, een aannemer van openbare werken in Antwerpen. Onder diens toezicht begon hij zijn opleiding bij meester-schrijnwerker Van Raemdonck te Stekene. Vervolgens vervolmaakte hij zijn technische en artistieke vorming aan de academie te Brussel en werkte hij als tekenaar in de ateliers van de Brusselse architecten Philippe Vandermaelen en Hendrik Partoes. Onder leiding van Partoes was Bouwens betrokken bij de bouw van het Groot Godshuis van Brussel. Daar leerde Bouwens zijn voorliefde voor neoclassicistische architectuur kennen, een stijl die hij in zijn latere werk veelvuldig zou toepassen.
Na een korte periode als opzichter der stadsgebouwen in Brussel vestigde Bouwens zich als zelfstandig architect. Tijdens de Belgische Revolutie van 1830 kwamen de werkzaamheden van architecten en aannemers grotendeels tot stilstand als gevolg van de politieke en militaire onrust. In deze context wendde Bouwens zich tot het naschilderen van historische taferelen, een genre dat door de jonge Belgische natiestaat actief werd ingezet ter legitimatie van haar bestaan.

## Stadsbouwmeester van Mechelen
Na een competitieve selectie werd Franciscus-Joannes Bouwens op 7 februari 1831 benoemd tot stadsbouwmeester van Mechelen en tot docent bouwkunde aan de stedelijke academie. Deze aanstelling markeerde het begin van een bijzonder productieve periode waarin hij het stadsbeeld ingrijpend zou vormgeven.

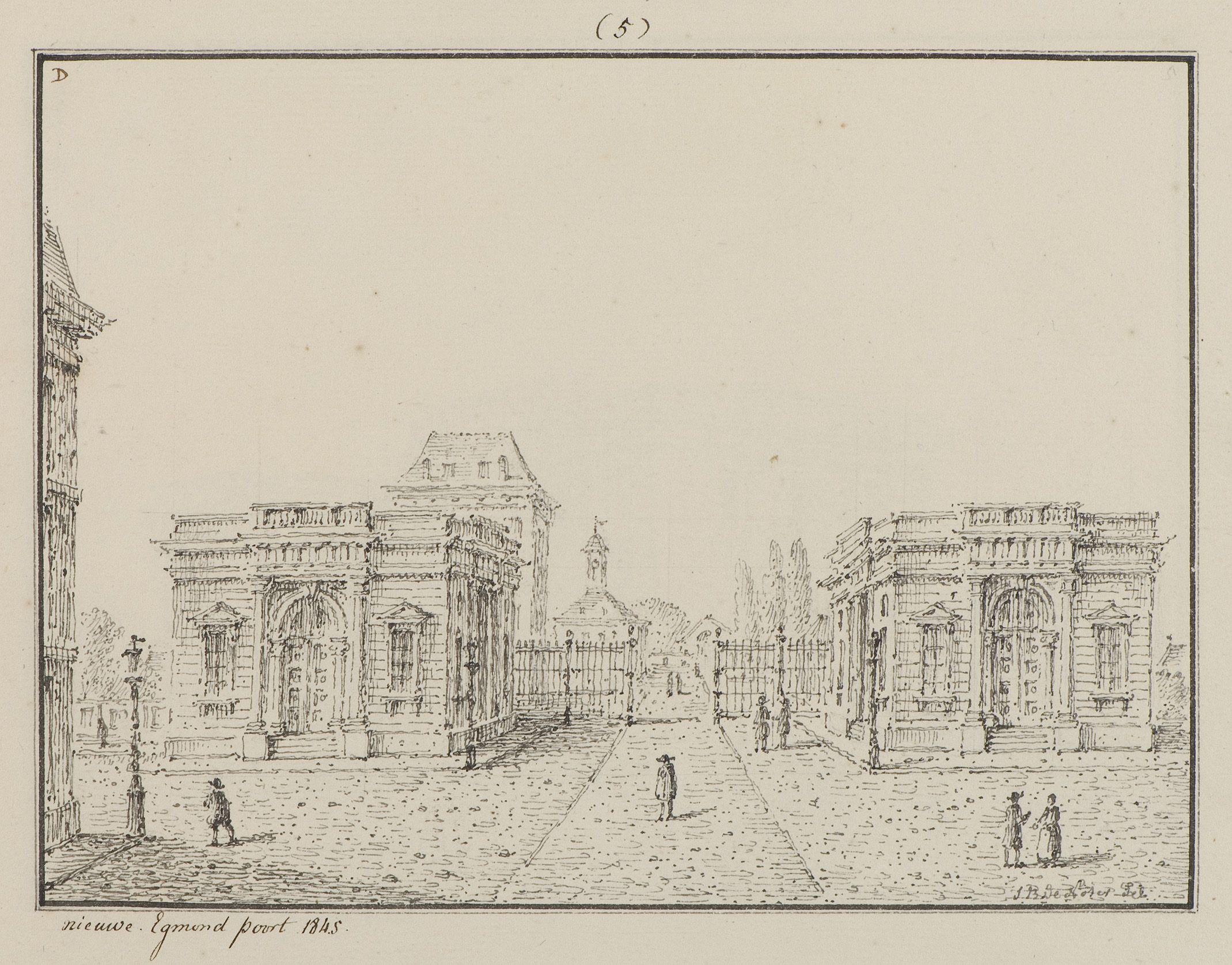
Pentekening van de Egmontpoort van Franciscus-Joannes Bouwens door Jan-Baptist De Noter, 1845

Tot zijn belangrijkste realisaties in Mechelen behoren onder meer de aanleg van de Graaf van Egmontstraat (inclusief woningen), de bijhorende (in 1961 gesloopte) Egmontpoort, de statige toegangspoort en kiosk van de Kruidtuin, het voetstuk van het standbeeld van Margaretha van Oostenrijk door Jozef Jan Tuerlinckx op de Grote Markt, de stedelijke begraafplaats, het openbaar slachthuis (waarvan de eerste steen in 1854 door koning Leopold I werd gelegd), de academie van teken- en bouwkunde aan het Mechelse stadhuis, het pensionaat voor de seminariestudenten op de Bruul, de kloosterkapellen van de Clarissen en de Apostolinnen, en de gemeenteschool in de Maria-Louizastraat. Met deze creaties gaf Bouwens een neoclassicistische uitstraling aan het Mechelse straatbeeld. In 1860 ontwierp Bouwens, in opdracht van Edward Van Doornick, het huidige neogotische Kasteel De Borght op de middeleeuwse funderingen van het oorspronkelijke hoofdgebouw. Van 1854 tot 1863 leidde Bouwens de belangrijke restauratie van de Sint-Romboutstoren, een project waarvoor hij nauwgezette opmetingen uitvoerde en een schaalmodel vervaardigde.

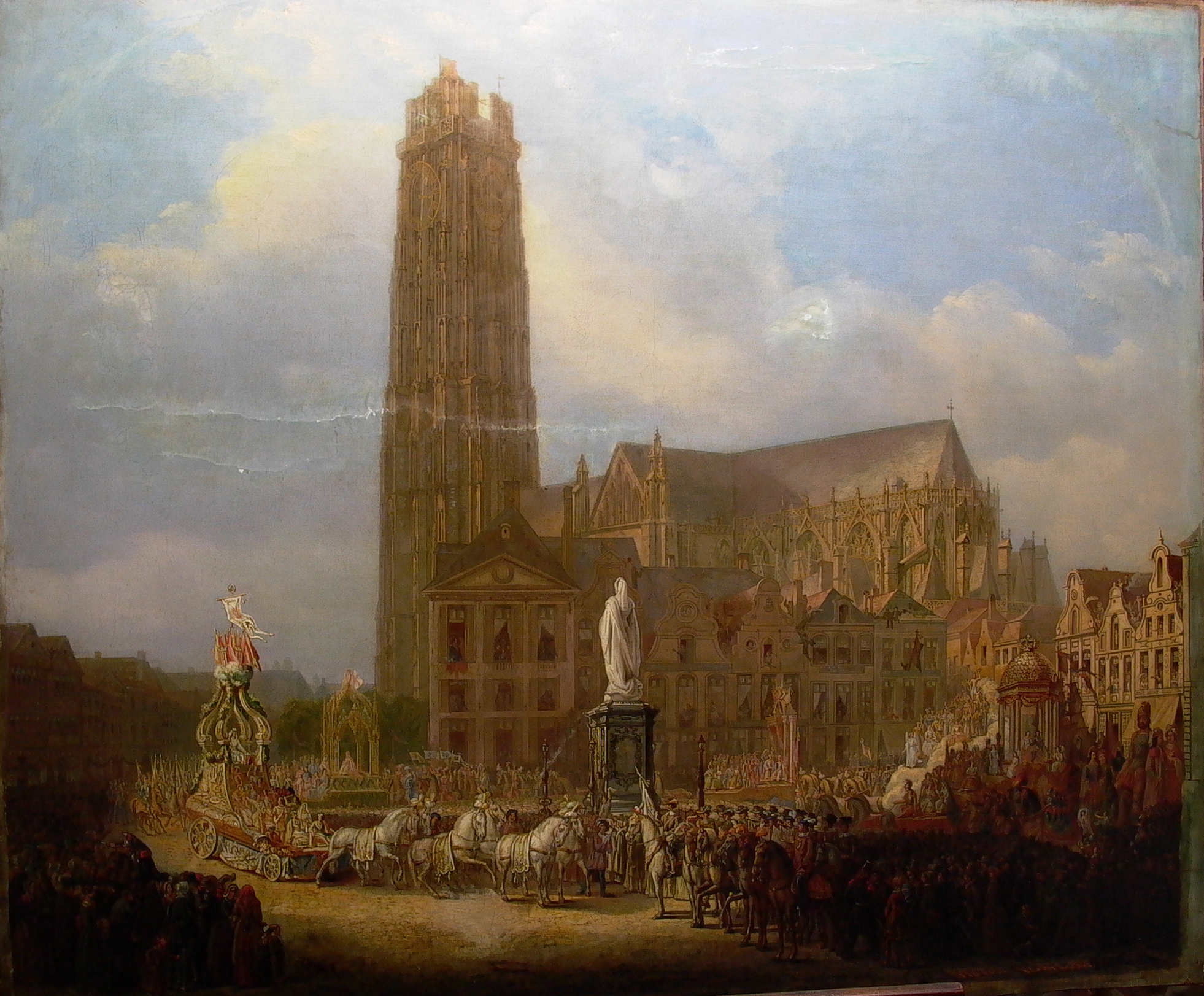
Praalstoet bij de inhuldiging van het standbeeld van Margaretha van Oostenrijk in 1849, een belangrijk moment in de carrière van Bouwens

Naast gebouwen realiseerde hij ook belangrijke civieltechnische infrastructuurwerken die de Mechelse mobiliteit bevorderden, zoals de aanleg van voetpaden in de hele stad, de spoorlijn tussen Mechelen en Terneuzen (niet toevallig zijn geboorteplaats), de brug aan de Leuvense Poort, de (thans verdwenen) Befferbrug tussen de Befferstraat en Veemarkt, ondergrondse waterleidingen, kaaimuren en sluizen. Op latere leeftijd experimenteerde Bouwens met mechanische uitvindingen zoals een stoomgedreven draaitoestel, waarmee hij zijn technische interesse bleef cultiveren, zij het zonder tastbare doorbraken.
Naast zijn architecturale realisaties ontwierp Bouwens ambitieuze projecten die echter niet gerealiseerd werden, waaronder de bouw van een nieuw stadhuis in 'ojivalen-stijl' op de plaats van het bestaande stadhuis, een stadsschouwburg die het Paleis van de Grote Raad zou vervangen, een slachthuis aan de Koepoort, en een algemeen drinkwaterleidingsysteem voor Nederland. Deze projecten werden nooit verwezenlijkt dankzij de politieke onrust tijdens de Europese opstanden in het Revolutiejaar 1848.
Op 1 januari 1865 ging Bouwens met pensioen als stadsbouwmeester van Mechelen, maar hij bleef actief en werkte aan het restauratieontwerp van het voormalige paleis van Margaretha van Oostenrijk, dat toen reeds in gebruik was als rechtbank. Kort na de voltooiing van dit ontwerp overleed hij op 3 juli 1865.

## Buiten Mechelen

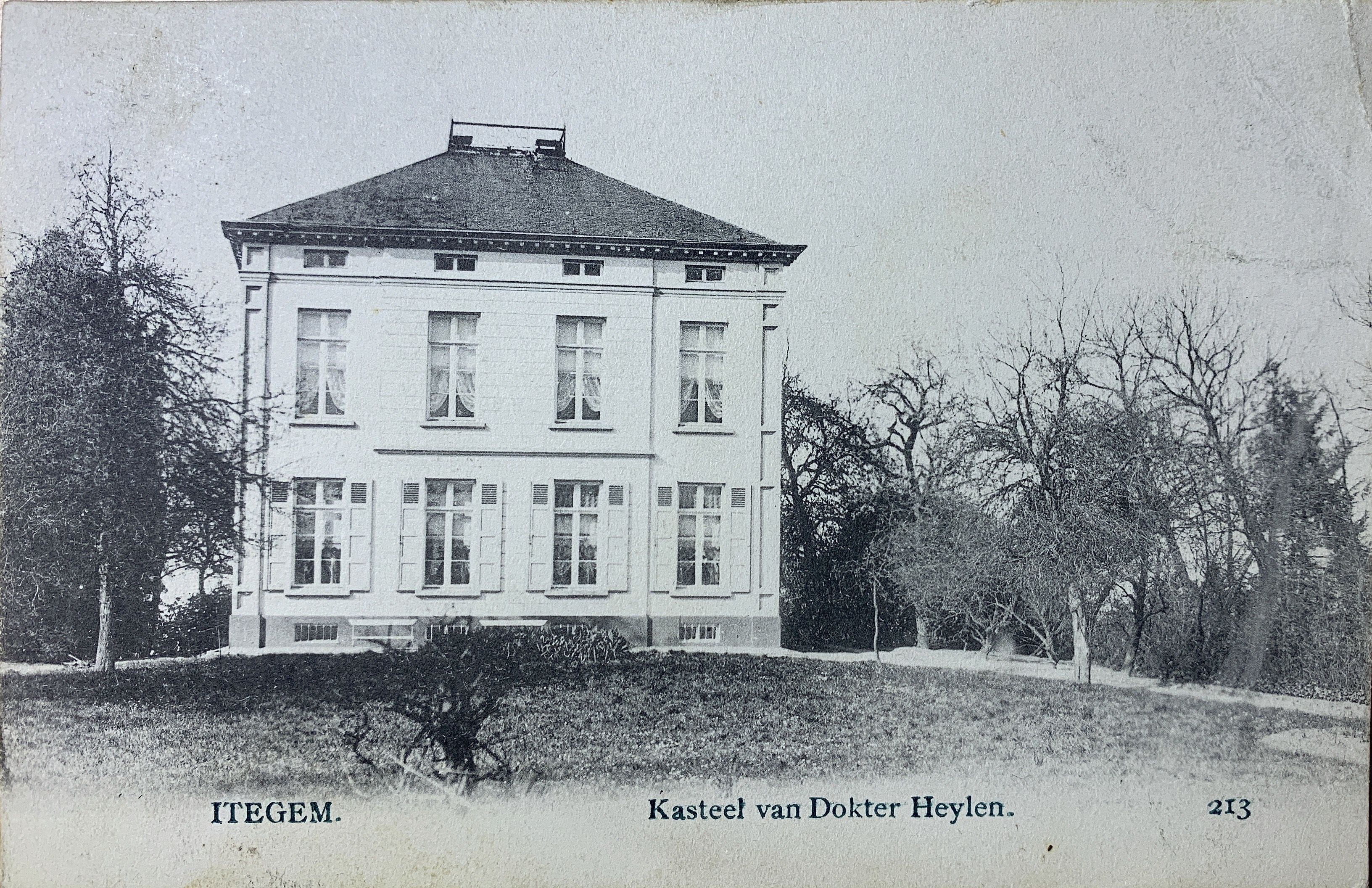
Het kasteel van de familie Heylen te Itegem uit 1853, anno 1908

Hoewel Franciscus-Joannes Bouwens voornamelijk actief was in Mechelen, realiseerde hij ook enkele markante werken buiten de stad. Zo ontwierp hij rond 1853 het neoclassicistische kasteel van de familie Heylen in Itegem, gekenmerkt door een strakke, symmetrische compositie binnen een Engelse landschapstuin. Daarnaast bouwde hij de neoclassicistische kostschool met klooster in Erps-Kwerps, vervaardigde in samenwerking met Jozef Jan Tuerlinckx de monumentale preekstoel voor de parochiekerk van Stekene, en ontwierp een sierlijke kiosk in het stadspark van Sint-Niklaas. Deze projecten illustreren zijn brede ontwerpvaardigheid en zijn vermogen om zich aan te passen aan diverse contexten en functies.

## Nalatenschap
Franciscus-Joannes Bouwens huwde met Marie Booghmans (1808-1892) en kregen samen twee zonen: Edouard Bouwens (1840-1897), stadsbouwmeester van Dendermonde, en Franz Bouwens (1852-????), architect te Brussel.
Bouwens liet een omvangrijk oeuvre na dat van blijvende waarde is voor het stedelijk erfgoed van Mechelen. Hoewel hij een grotendeels vergeten historisch figuur is, is hij een symbool voor de vernieuwing van de stad in de 19e eeuw en van de integratie van zowel utilitaire als monumentale bouwwerken in een context van stedelijke ontwikkeling.

## Architecturale realisaties (selectie)

### Werken in Mechelen
- 1835: Kapel van de Clarissen
- 1836: Pensionaat voor seminariestudenten op de Bruul
- 1837: Aanleg van de Graaf van Egmontstraat met bijhorende woningen
- 1839: Egmontpoort, gesloopt in 1961
- 1849: Voetstuk van het standbeeld van Margaretha van Oostenrijk op de Grote Markt (samenwerking met Jozef Jan Tuerlinckx)
- ca. 1850: Kapel van de Apostolinnen
- ca. 1850: Academie van teken- en bouwkunde aan het Mechelse stadhuis
- ca. 1850: Gemeenteschool in de Maria-Louizastraat
- 1852: Statige toegangspoort tot de Mechelse Kruidtuin, met kiosk
- 1854: Openbaar slachthuis (eerste steen gelegd door koning Leopold I)
- 1854-1863: Restauratie van de Sint-Romboutstoren
- 1860: Stedelijke begraafplaats
- 1860: Neogotisch Kasteel De Borght
- 1865: Restauratie Paleis van Margaretha van Oostenrijk
- Civieltechnische infrastructuurwerken, waaronder:
  - Aanleg van voetpaden in de hele stad
  - 1860: Spoorlijn tussen Mechelen en Terneuzen
  - Brug aan de Leuvense Poort
  - (Verdwenen) Befferbrug tussen de Befferstraat en Veemarkt
  - Ondergrondse waterleidingen
  - Kaaimuren en sluizen

### Werken buiten Mechelen
- 1830-1838: Kostschool met klooster in Erps-Kwerps, in neoclassicistische stijl
- 1847-1853: preekstoel in de parochiekerk van Stekene (samenwerking met Jozef Jan Tuerlinckx)
- 1853: Neoclassicistisch kasteel van de familie Heylen in Itegem
- 1859: Kiosk in het stadspark van Sint-Niklaas